# Rosita South
Rosita South és una concentració de població designada pel cens dels Estats Units a l'estat de Texas. Segons el cens del 2000 tenia 2.574 habitants.

## Demografia
Segons el cens del 2000, Rosita South tenia 2.574 habitants, 624 habitatges, i 577 famílies. La densitat de població era de 128,1 habitants per km².
Dels 624 habitatges en un 67,8% hi vivien nens de menys de 18 anys, en un 73,1% hi vivien parelles casades, en un 14,9% dones solteres, i en un 7,5% no eren unitats familiars. En el 7,2% dels habitatges hi vivien persones soles el 2,6% de les quals corresponia a persones de 65 anys o més que vivien soles. El nombre mitjà de persones vivint en cada habitatge era de 4,11 i el nombre mitjà de persones que vivien en cada família era de 4,32.
Per edats la població es repartia de la següent manera: un 44,8% tenia menys de 18 anys, un 9,2% entre 18 i 24, un 28,6% entre 25 i 44, un 11,6% de 45 a 60 i un 5,7% 65 anys o més.
L'edat mediana era de 22 anys. Per cada 100 dones de 18 o més anys hi havia 91,1 homes.
La renda mediana per habitatge era de 19.536 $ i la renda mediana per família de 21.333 $. Els homes tenien una renda mediana de 17.500 $ mentre que les dones 18.869 $. La renda per capita de la població era de 6.157 $. Aproximadament el 41,7% de les famílies i el 41,2% de la població estaven per davall del llindar de pobresa.

## Poblacions més properes
El següent diagrama mostra les poblacions més properes.